# Proconsulidae
Proconsulidae é uma família de Catarhini muito primitivos, incluídos na superfamília Proconsuloidea.

## Taxonomia da FamíliaProconsulidae(Leakey, 1963)

### SubfamíliaProconsulinaeHopwood, 1933
- Proconsul
  - Proconsul africanus Hopwood, 1933 - Mioceno Inferior (20-18,5 Ma), Koru, Chamtwara, Legetet, Songhor, Mteitei Valley, Kapurtay
  - Proconsul nyanzae Le Gros Clark e Leakey, 1950  - Mioceno Inferior (20-18,5 Ma)
  - Proconsul heseloni Walker et alii, 1993  - Mioceno Inferior (20-18,5 Ma)
- Ugandapithecus Senut, Pickford, Gommery e Kunimatsu, 2000
  - Ugandapithecus major (Le Gros Clark e Leakey, 1950) (=Proconsul major)  - Mioceno Inferior (20-18,5 Ma), Songhor, Napak, Chamtwara
  - Ugandapithecus gitongaiPickford e Kunimatsu, 2005 - Mioceno Médio, Kipsaraman, Colinas Tugen, Quênia
- Xenopithecus Hopwood, 1933
  - Xenopithecus koruensis Hopwood, 1933 - Mioceno Inferior (20-18,5 Ma), Koru
- Kamoyapithecus Leakey et alii, 1995
  - Kamoyapithecus hamiltoni (Madden, 1980) - 25 Ma

### SubfamíliaAfropithecinaeAndrews, 1992
- Afropithecus Leakey e Leakey, 1986
  - Afropithecus turkanensis Leakey e Leakey, 1986
- Heliopithecus Andrews e Martin, 1987
- Heliopithecus leakeyi Andrews e Martin, 1987 - Arábia Saudita

### SubfamíliaNyanzapithecinaeHarrison, 2002
- Mabokopithecus von Koenigswald, 1969
- Mabokopithecus clarki von Koenigswald, 1969 - Mioceno Médio (16-12,5 Ma), Maboko
- Rangwapithecus Andrews, 1974
  - Rangwapithecus gordoni - Mioceno Inferior (20-18,5 Ma), Songhor
- Nyanzapithecus Harrison, 1986
  - Nyanzapithecus vancouveringorum (Andrews, 1974) - Mioceno Inferior tardio (18,5-17,5 Ma), Rusinga e Mfwangano
  - Nyzanzapithecus pickfordi Harrison, 1986 - Mioceno Médio (16-12,5 Ma), Maboko e Nachola.
  - Nyanzapithecus harrisoni Kunimatsu, 1997 - Mioceno Médio (16-12,5 Ma),  Nachola, Quênia
- Turkanapithecus Leakey e Leakey, 1986
  - Turkanapithecus kalakolensis Leakey e Leakey, 1986 - Mioceno Médio (16-12,5 Ma), Kalodirr